# Jan Kohout (výtvarník)
Jan Kohout (* 5. července 1960 Praha) je český výtvarník, básník, tvůrce objektů, zahradník hlásící se k surrealismu.

## Život
Jan Kohout se vyučil zahradníkem v roce 1978, v roce 1986 se přestěhoval na venkov. Prošel řadou dělnických profesí. Pracoval jako výhybkář, poštovní doručovatel, uklízeč, topič, hrobník, apod.
Vyzkoušel nejrůznější výtvarné techniky a materiály, v posledních letech se zaměřuje na tvorbu objektů. V letech 1987–1999 uspořádal v Jižních Čechách řadu výstav, převážně regionálního dosahu. Mimoto je autorem četných básnických sbírek.
Se Skupinou českých a slovenských surrealistů spolupracuje od roku 2000, vystavoval na společných akcích a představil se též jako básník. Publikuje v revui Analogon.

## Výstavy
Individuální
- 1991	Jan Kohout: Objekty, koláže, Pant klub Unijazz, Praha
- 2012 Kardinální můra, galerie Emila Juliše, Černčice u Loun

Kolektivní
- 2002 La Bohême en voiture, Musée national de l'automobile, Mulhouse
- 2008 	Mantichora, Rabasova galerie Rakovník
- 2018 Společná výstava J. Kohouta a P. Martince, Památník Vojna, Lešetice

Zúčastnil se také skupinových výstav Surrealistické skupiny, jako byly Jiný vzduch (Staroměstská radnice, Praha), Černá a bílá jezera, Obraznost skutečnosti (Athény, Moskva), Svět je strašlivý přírodopis Písek, HIC SUNT DRACONES (Trutnov), Já je někdo jiný (Písek, Příbram, Terezín, Aš, Brno)

## Básnické sbírky
- 2010 Pohádka o Ničem, Edice Analogonu, Praha
- 2014 Motýli nad propastí, nakladatelství dybbuk, Praha
- 2015 Zachvívadla a čároděje, Edice Analogonu, Praha